# 米哈伊尔·特里利塞尔
米哈伊尔·阿布拉莫维奇·特里利塞尔（俄语：Ме́ер Абра́мович Трили́ссер；1883年4月1日—1940年2月2日）是苏联情报机构契卡和国家政治保卫总局对外情报的负责人。
他曾为俄共 (布)中央委员会远东局委员，为内务人民委员会工作，并领导共产国际国际联络部。1929年，特里利塞尔曾被卷入布哈林事件中，在加米涅夫提交的记录中显示反对斯大林一派曾称“雅戈达和特里利塞尔是我们的人”，导致特里利塞尔和雅戈达也受到牵连，被要求向斯大林和中央监察委员会的奥尔忠尼启则做出解释。1940年被处决。